# Silometopoides yodoensis
Espèce
Synonymes
- Lophomma yodoensis Oi, 1960
- Orientopus yodoensis (Oi, 1960)

Silometopoides yodoensis est une espèce d'araignées aranéomorphes de la famille des Linyphiidae.

## Distribution
Cette espèce se rencontre au Japon, en Corée, en Chine au Hebei et en Russie en Primorie et aux îles Kouriles,.

## Étymologie
Son nom d'espèce, composé de yodo et du suffixe latin -ensis, « qui vit dans, qui habite », lui a été donné en référence au lieu de sa découverte, le Yodo-gawa.

## Publication originale
- Oi, 1960 : Linyphiid spiders of Japan. Journal of Institute of Polytechnics, Osaka City University, vol. 11D, p. 137-244.